# Han Hye-lyoung
Han Hye-lyoung (Seul, 15 gennaio 1986) è una hockeista su prato sudcoreana.
Ha partecipato ai Giochi di Pechino 2008, di Londra 2012 e di Rio de Janeiro 2016.
Nel 2014, ha vinto 1 oro ai XVII Giochi asiatici.